# Knud Kirkeløkke
Knud Nielsen Kirkeløkke (Hellerup, Faaborg-Midtfyn, Syddanmark, 10 de novembre de 1892 – 7 de febrer de 1976) va ser un gimnasta artístic danès que va competir a començaments del segle xx.
El 1920 va prendre part en els Jocs Olímpics d'Anvers, on va guanyar la medalla de plata en el concurs per equips, sistema suec del programa de gimnàstica.